# Љубомир Трипковић
Љубомир Трипковић (1881–1971) био је драгачевски каменорезац из Церове. Надгробне споменике и крајпуташе израђивао је по драгачевским, ариљским, пожешким и ивањичким селима.

## Живот
Иако по рођењу није из Драгачева, припада овој стилској групи, јер је као домазет живео и радио у драгачевском селу Церова код Ариља. Доживео је дубоку старост, а каменорезом се бавио пуних 70 година.
Каменорезачком занату обучавао се код гласовитог мајстора Млађена Раковића из Горачића, за кога је касније тврдио да „највећи сеоски клесар западне Србије”.
Имао је три помоћника које је обучио изради надгробника: Милојка Ненадића и Васа Јевтовића из Вигошта и Радивоја Топаловића из Богојевића.

## Дело
Споменике је израђивао од различитих врста пешчара, али и нешто тврђег камена из благајско-клокочких мајдана. Мајсторски је клесао крстове, симболе и биљну орнаментику.
Тананим потезима на споменицима је реалистично приказивао целе фигуре, користећи се фотографијама покојника као предлошком.
Бранко В. Радичевић у Плавој линији живота записао је да је лик Цветка Новитовића на гробљу у Добрачи „тако уверљиво израђен да се мати покојникова „обезнанила” кад је видела свог окамењеног сина”.

## Епитафи
Дуге епитафе исписивао је ситним, дубоко урезаним словима. Често их је започињао стихованим опроштајем: 
Збогом свету, моје росно цвеће,
данас, сутра, мене бити неће.
Већ се спремам на далеке путе,
одакле се никад повратити нећу.

Споменик Крстини Цибуревић (†1908) (Церовa, горње гробље)
Овде почива,
дична младос[т],
упокоена КРСТИНА,
Драгомира Цибуревића
из Церове,
која часно поживе 25 г,
а као Жена, у другом стању,
са своим се бременом раста,
и живо чедо, као леп цвет,
а она премину,
10 марта 1908. год.
Бог да јој душу прости
у вечном дому.
Овај спомен подиже јој
муж Драгомир
и свекар Глиша Цибуровић
са својим породицама.
Усечега Љубомир Трипковић
чикириз.